# Gueuze
Gueuze (o Geuze) és un tipus de cervesa Lambic, una cervesa molt especial típica del sud de Flandes. És el resultat de barrejar una lambic jove (1 any d'edat) i una de vella (2-3 anys) i després embotellar-la per a una segona fermentació. Com que la lambic jove no està completament fermentada, conté sucres fermentables, que permeten que la segona fermentació es produeixi. Ha sigut reconeguda com a especialitat tradicional el 3 de desembre del 2008, als mateix decret que va reconèixer els panellets.
Com totes les cerveses lambic o de fermentació espontània té un sabor molt particular i molt diferent a tota la resta. D'una banda s'hi utilitzen llúpols antics per la qual cosa té poquíssims o cap dels sabors i aromes tradicionals de llúpol que es poden trobar en la majoria dels estils de cervesa. D'altra banda, els llevats salvatges propis de la fermentació espontània donen tons de sidra, de ranci, d'agre, d'àcid acètic o sobretot de làctic. Els darrers anys alguns fabricants de cervesa han afegit sucre a la seva gueuze per endolcir-la i fer-la més atractiva a un públic més ampli.
A causa del seu sabor més àcid, de la carbonatació i de la presentació tradicional en ampolles de cava, sovint se l'anomena "Xampany de Brussel·les".